# Gonnus Mons
Gonnus Mons és una muntanya gran al planeta Mart. El nom Gonnus Mons és un nom d'albedo caracteristic. Té un diàmetre de 57 quilòmetres i un cim de 2,890 metres. El nom va ser aprovat per Unió Astronòmica Internacional el 1991.